# 三宝寺 (練馬区)
- 三宝寺（新字体）
- 三寳寺（俗字体、当寺院が使用）

三宝寺（さんぼうじ、公式表記：三寳寺）は、東京都練馬区石神井台にある真言宗智山派の寺院である。山号は亀頂山(きちょうざん)。

## 概要
石神井不動尊（しゃくじいふどうそん）とも呼ばれる。江戸期まで末寺を擁した本寺格だった。関東三十六不動霊場 第十一番札所でもある。お堂や歴史的建造物の数が多く、パワースポット、インスタスポットとしても知られている。
また細道を挟んで隣接する、石神井公園にある三宝寺池（さんぽうじいけ）の名称の由来になっている。同池にある現・厳島神社はかつて三宝寺配下の弁天社、池の古称も弁天池といい、三宝寺と縁があったことによる。明治期の神仏分離令で厳島神社となった。因みに三宝寺池から近くを流れる石神井川まで、かつて三宝寺川（古称・弁天川）が注いでいた。三宝寺池の湧水が枯渇するまで、同池は石神井川の主水源だった。

## 歴史
応永元年(1394年) に鎌倉・大楽寺の幸尊法印（?-1398）によって開かれた。場所は現在石神井池の傍にある禅定院付近であったとされる。当初の本尊は勝軍地蔵であったとされ、当地を領する豊島氏の祈願寺として、石神井城とともに築かれたものと考えられている。文明9年（1477年）の江古田・沼袋原の戦いで豊島泰経らは太田道灌に破れて滅び、太田道灌が当寺を石神井城趾の現在地に移したとされている。
その後も、天文16年（1547年）に後奈良天皇から勅願所の綸旨を受け、天正年間には後北条氏から禁制や寺領安堵を、天正19年（1591年）には徳川家康から10石の朱印地を受けるなど、広く尊崇を集めていた。江戸時代には無本寺・独礼の寺格で遇され、塔頭6寺院（教学院、禅定院、観蔵院、最勝寺、正覚院、薬王院）、末寺は50以上の大寺院であった。真言宗の教学上も関東十一談林のひとつに数えられていた。寛永2年（1625年）と正保元年（1644年）に徳川家光の鷹狩の休息所となったことから、山門を御成門と称することとなった。
明治維新後、神仏分離や寺領上地によって縮小を余儀なくされ、明治7年3月6日（1874年4月21日）には火災により堂宇を焼失、これによってほとんど荒廃してしまう。1919年（大正8年）になってようやく本堂再建の計画が立ったが、関東大震災や太平洋戦争の影響で工事は遅れ、本堂落慶は1953年（昭和28年）である。

## 境内
- 本堂
1922年（大正11年）着工、1929年（昭和4年）上棟、1953年（昭和28年）落慶。
- 大師堂（奥の院）
1973年（昭和48年）改築、1990年（平成2年）移建。
- 御成門
1827年（文政10年）建立の山門。境内最古の建築物。徳川家光が鷹狩りで立ち寄ったことに因み御成門と称する。
- 鐘楼堂
1973年（昭和48年）改築。梵鐘は1675年（延宝3年）の鋳造で練馬区指定文化財。
- 長屋門
1960年移築。もとは勝海舟邸の門で、旭町にあった兎月園から移設したもの。当時の住職が練馬区教育委員長をしていた関係で移設要請を受け入れた[3]。
- 観音堂
- 「守護使不入」の碑
- 田島鉄平君之碑（養蚕・製糸）

### 根本大塔
一層目が方形、二層目が円形の、高さ17メートルの木造多宝塔である。開創600年記念事業として発願され、1996年（平成8年）落慶。根本大塔とは「根本本尊大毘盧遮那如来法界体性塔」の略で、真言密教の教主である法身大日如来を象徴する塔のこと。

### 平和大観音像

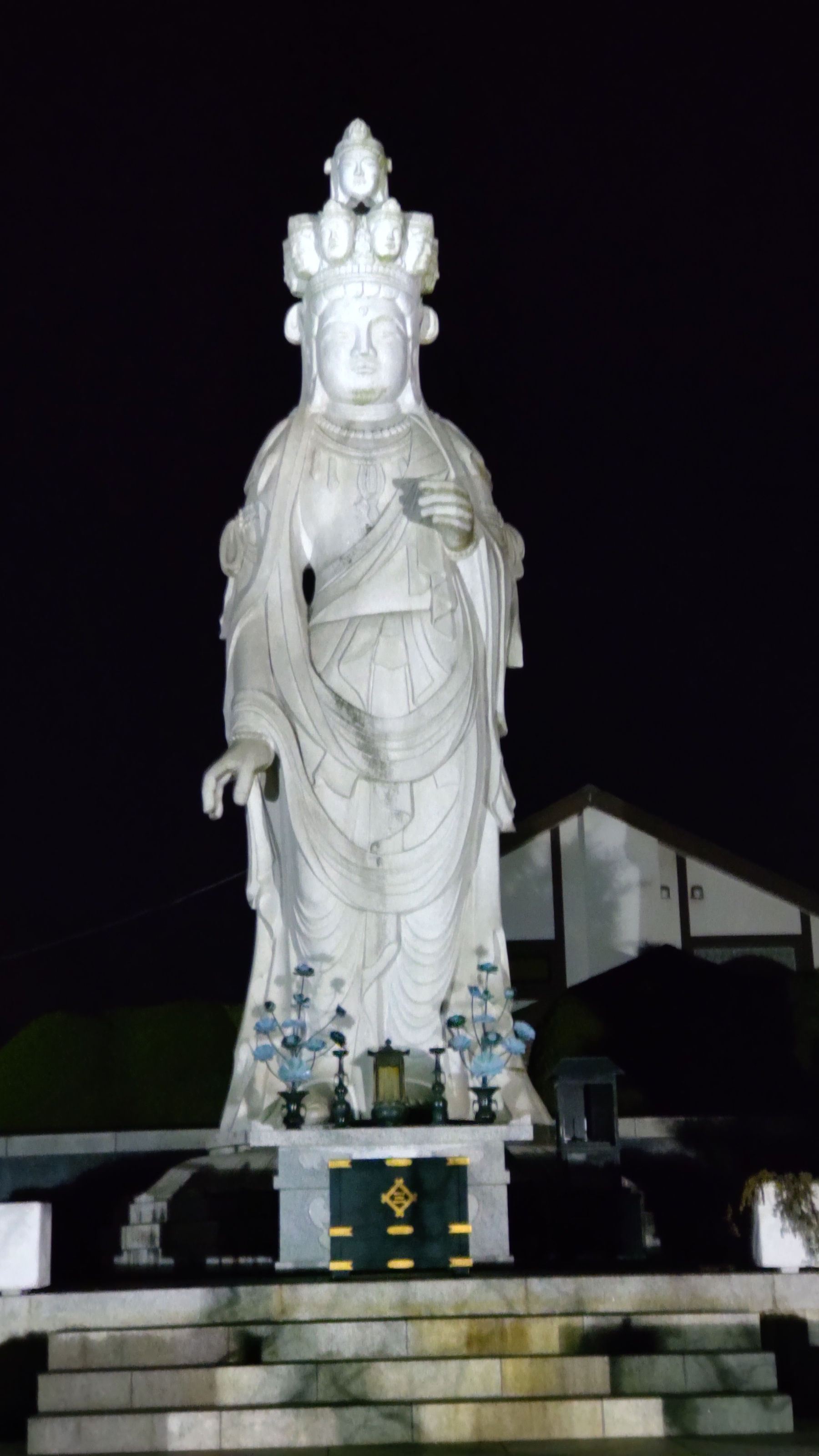
三宝寺「十一面観音菩薩像」（高さ9m、石神井公園隣、大晦日）

高さ9mの十一面観音像。根本大塔と同じく開創600年記念事業として発願されたもの。大晦日、初詣の時節などにライトアップされる。

### 大黒堂・地蔵堂

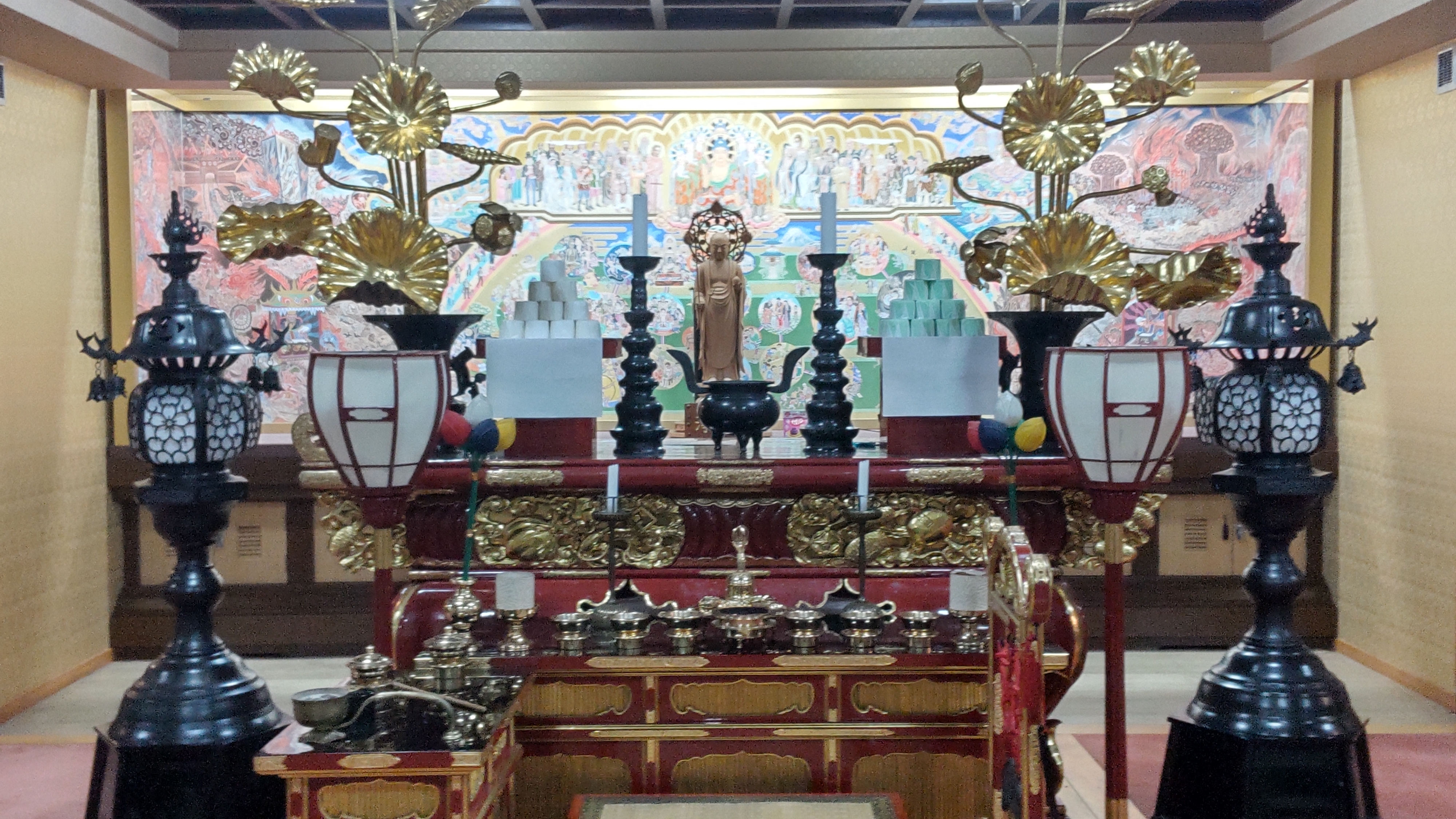
三宝寺「地蔵堂」地蔵仏像と祭壇。背景が六道曼荼羅（大黒堂の地下室内

大黒堂は第33世融憲法印が三宝寺復興を祈願して1929年（昭和4年）に創建し、古来より祀られてきた千体地蔵を合祀したもの。現在の大黒堂は甲子にあたる1984年（昭和59年）に改築したもので、地下には独立した地蔵堂を設けている。地蔵堂には地蔵仏と祭壇があり、その周りは無数の小さい木彫り地蔵像と、巨大な壁画「六道曼荼羅」（天国地獄絵図、染川英輔画伯作）が設置されている。

## 関連施設
- 宝亀閣
道路を挟んで向かいにある2階建ての斎場。1995年（平成7年）竣工[8]。
- 最勝寺
関町東2丁目10番地にある別院。もとは三宝寺の塔頭の一つであったが、維新後廃寺となっていたものを1981年（昭和56年）に復興した。[9]

## 住職
- 小峰一允

## ギャラリー

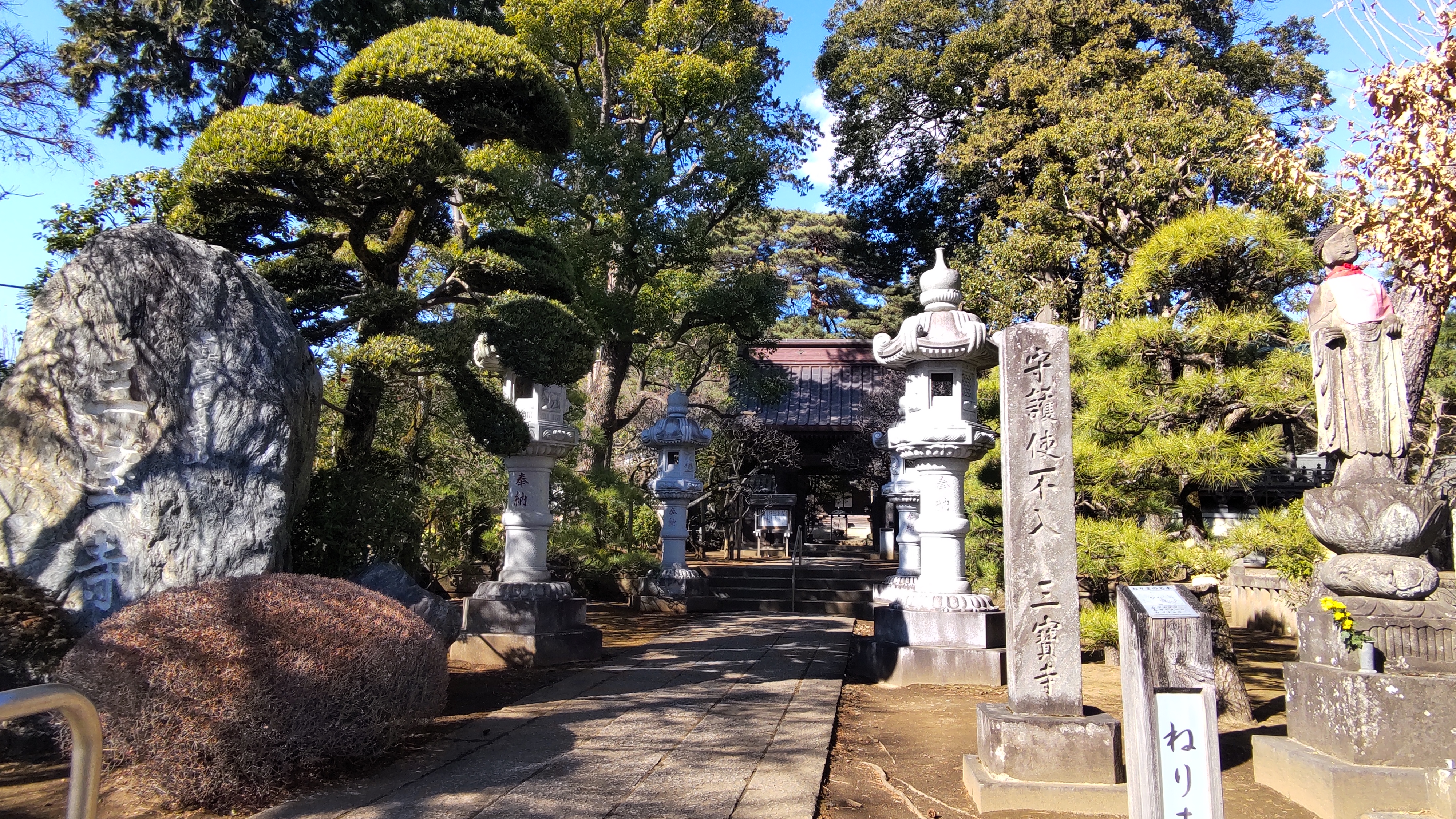
境内入口（2021年2月）
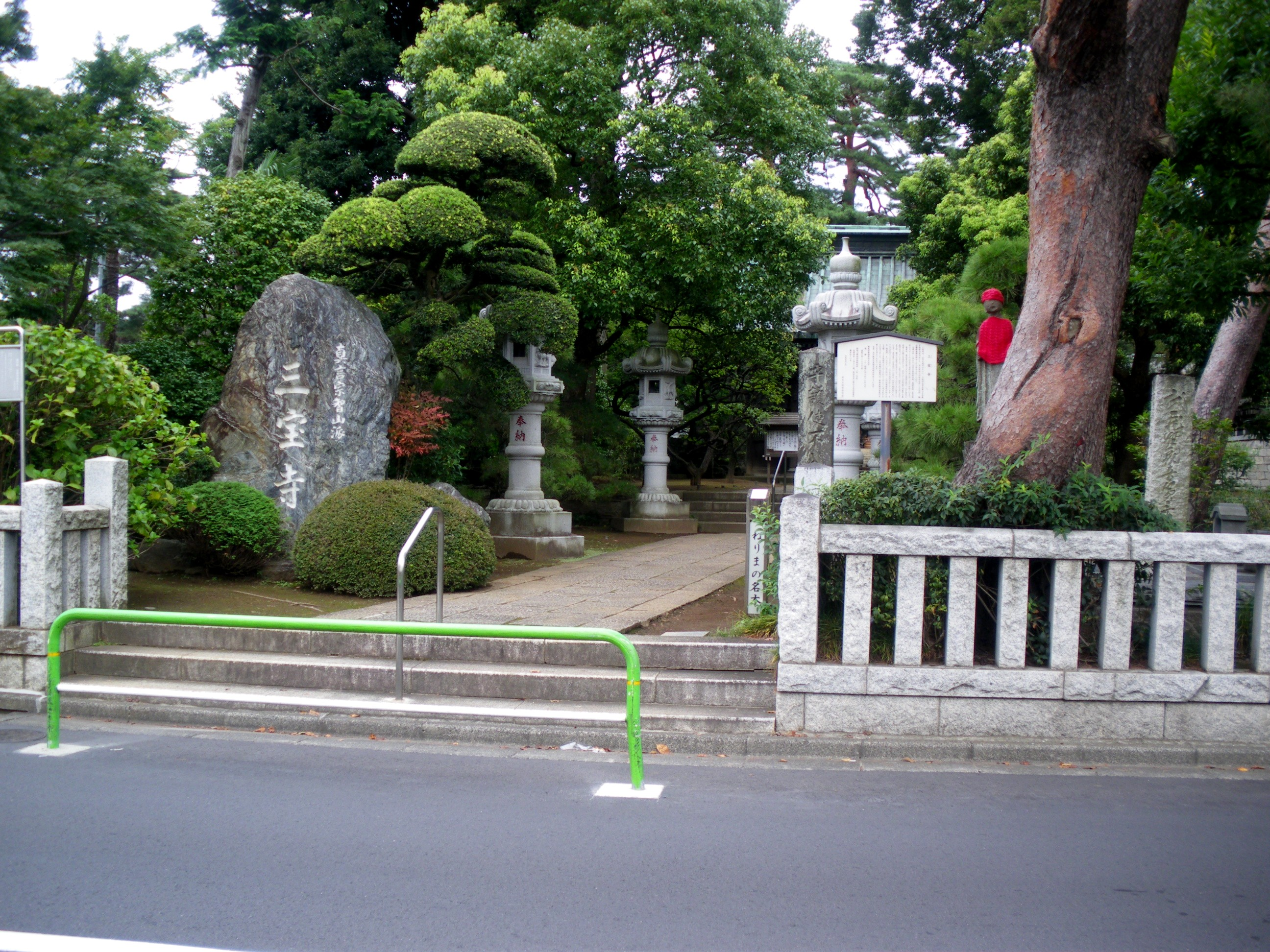
境内入口（2009年1月）
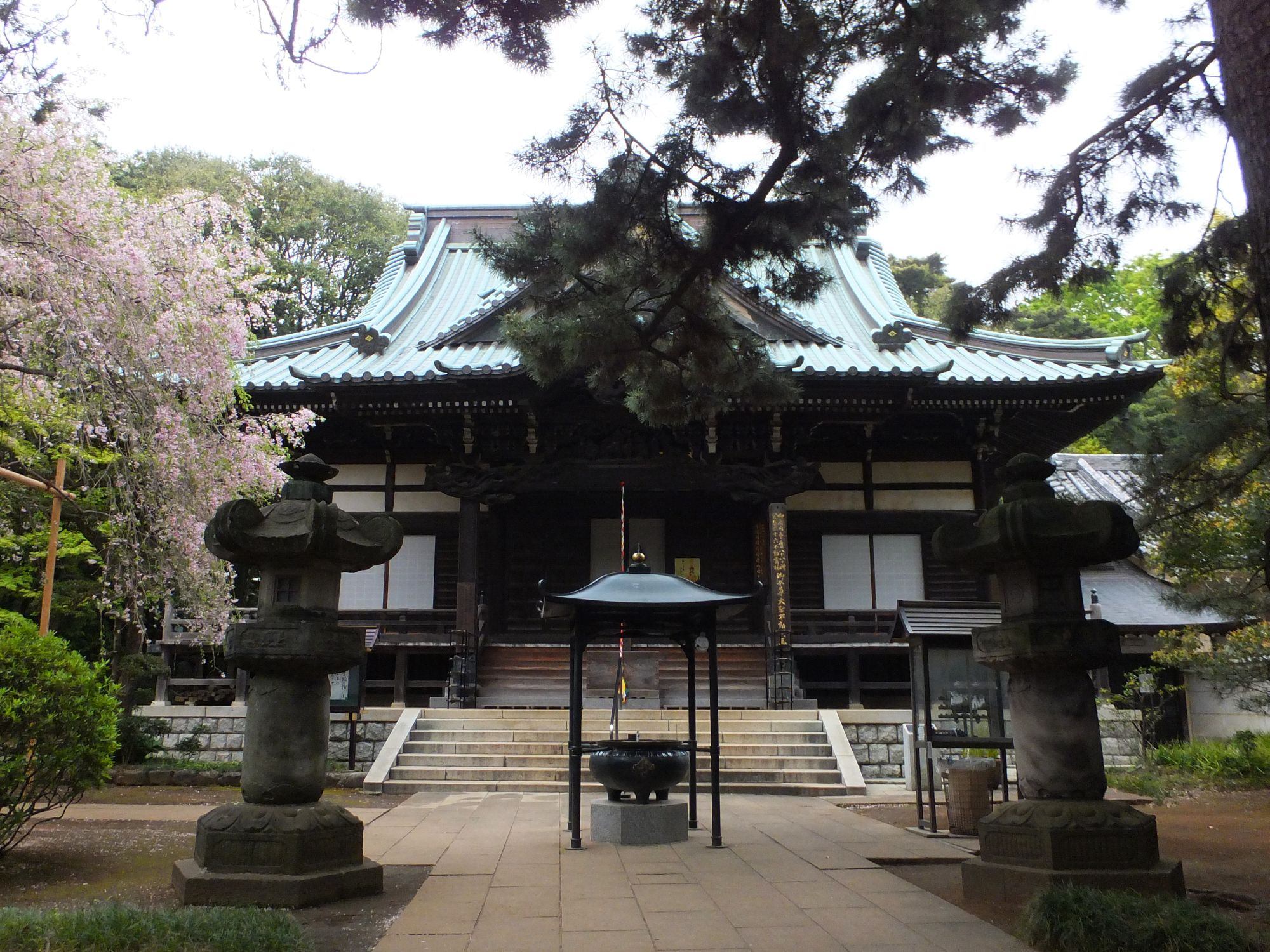
本堂
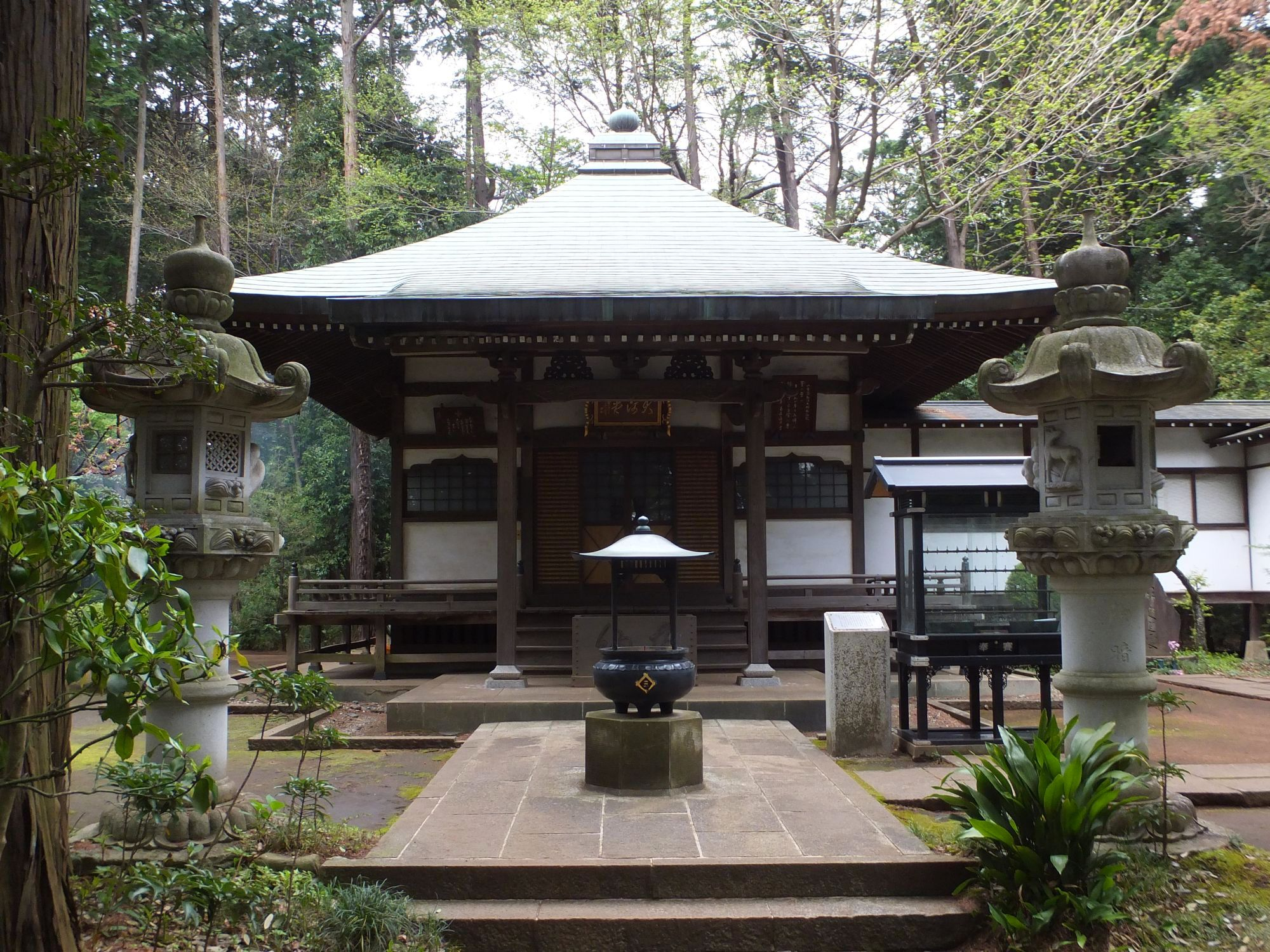
大師堂
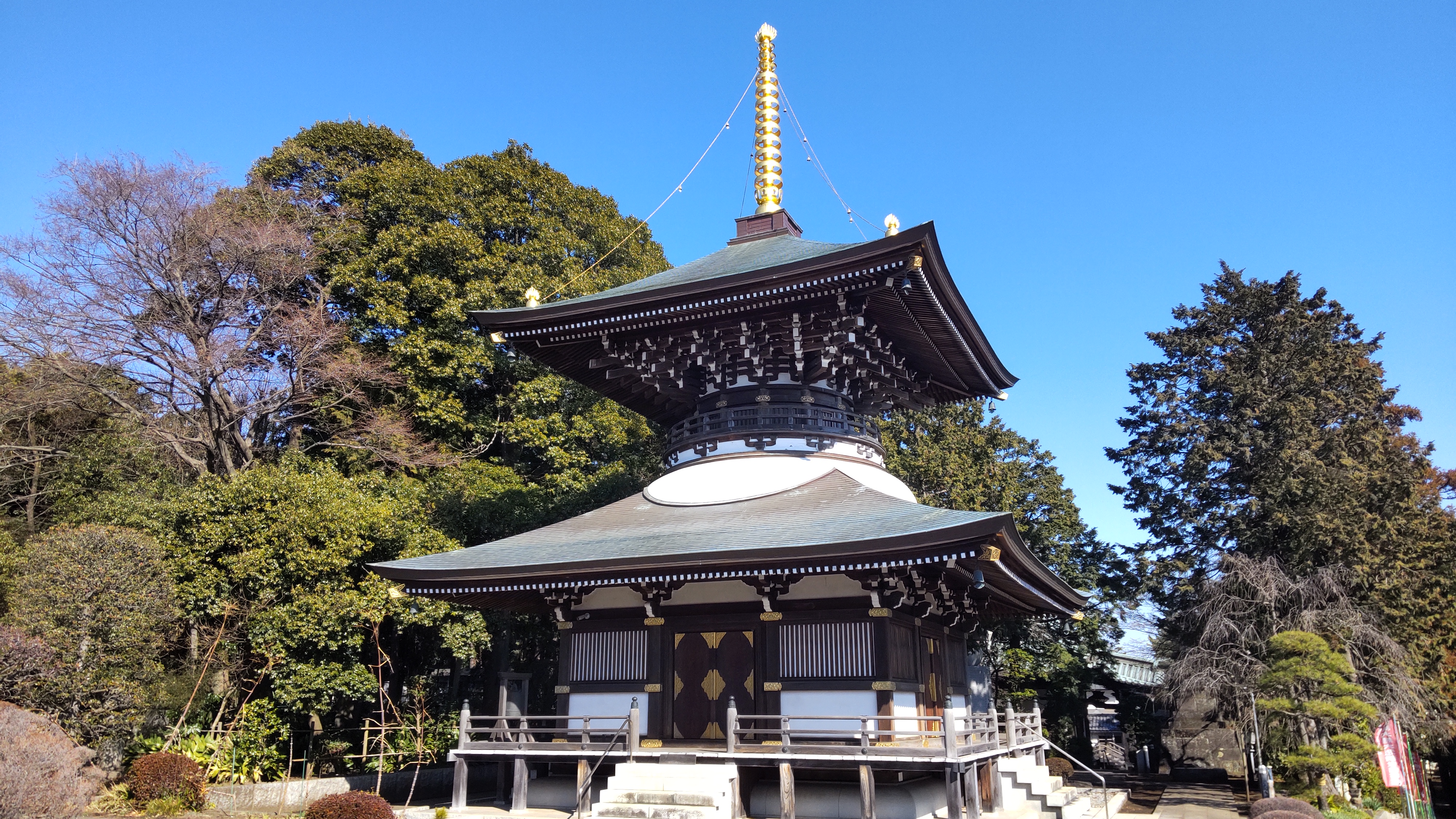
根本大塔（多宝塔）
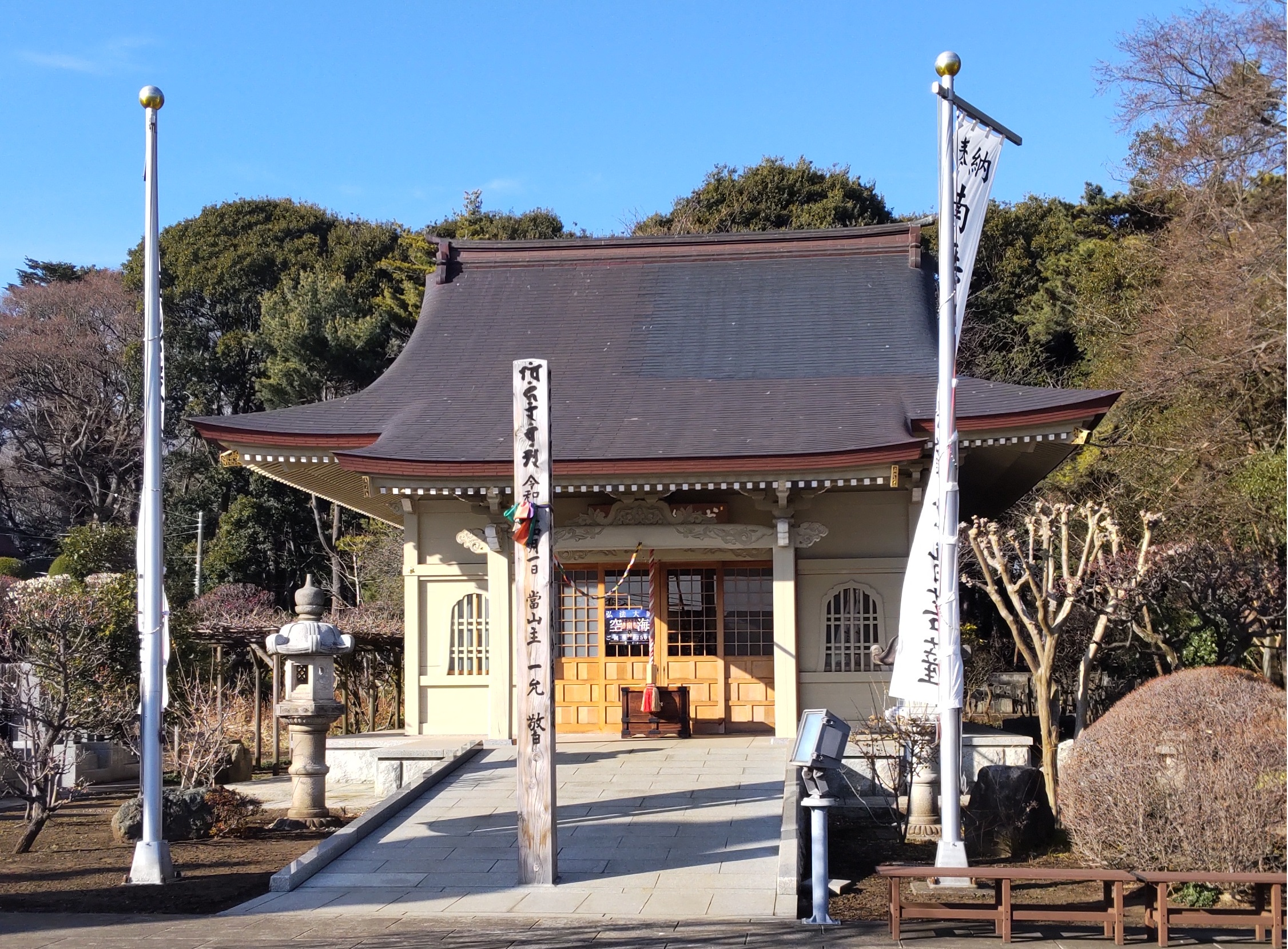
観音堂（白く塗装後）
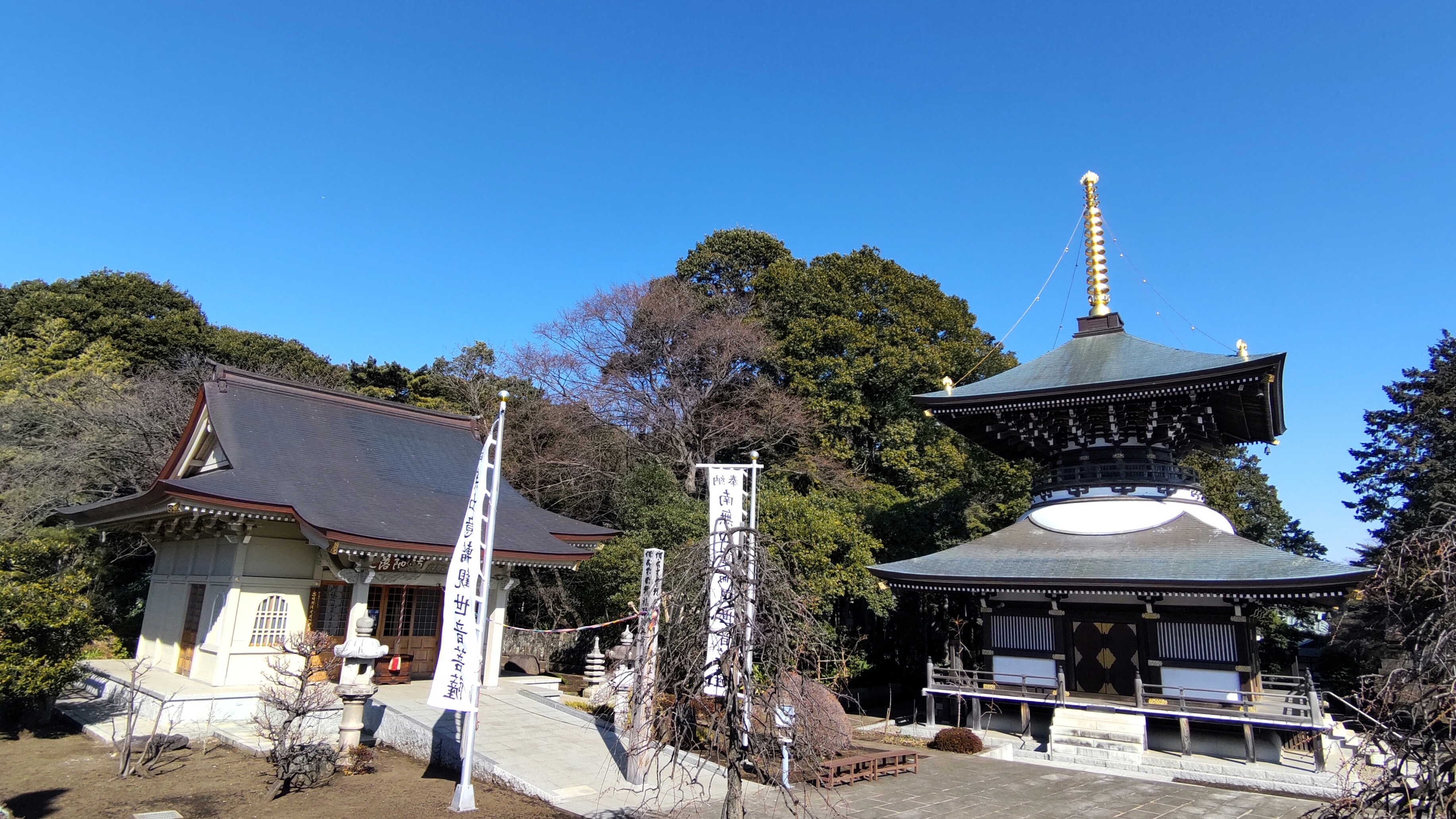
根本大塔と観音堂
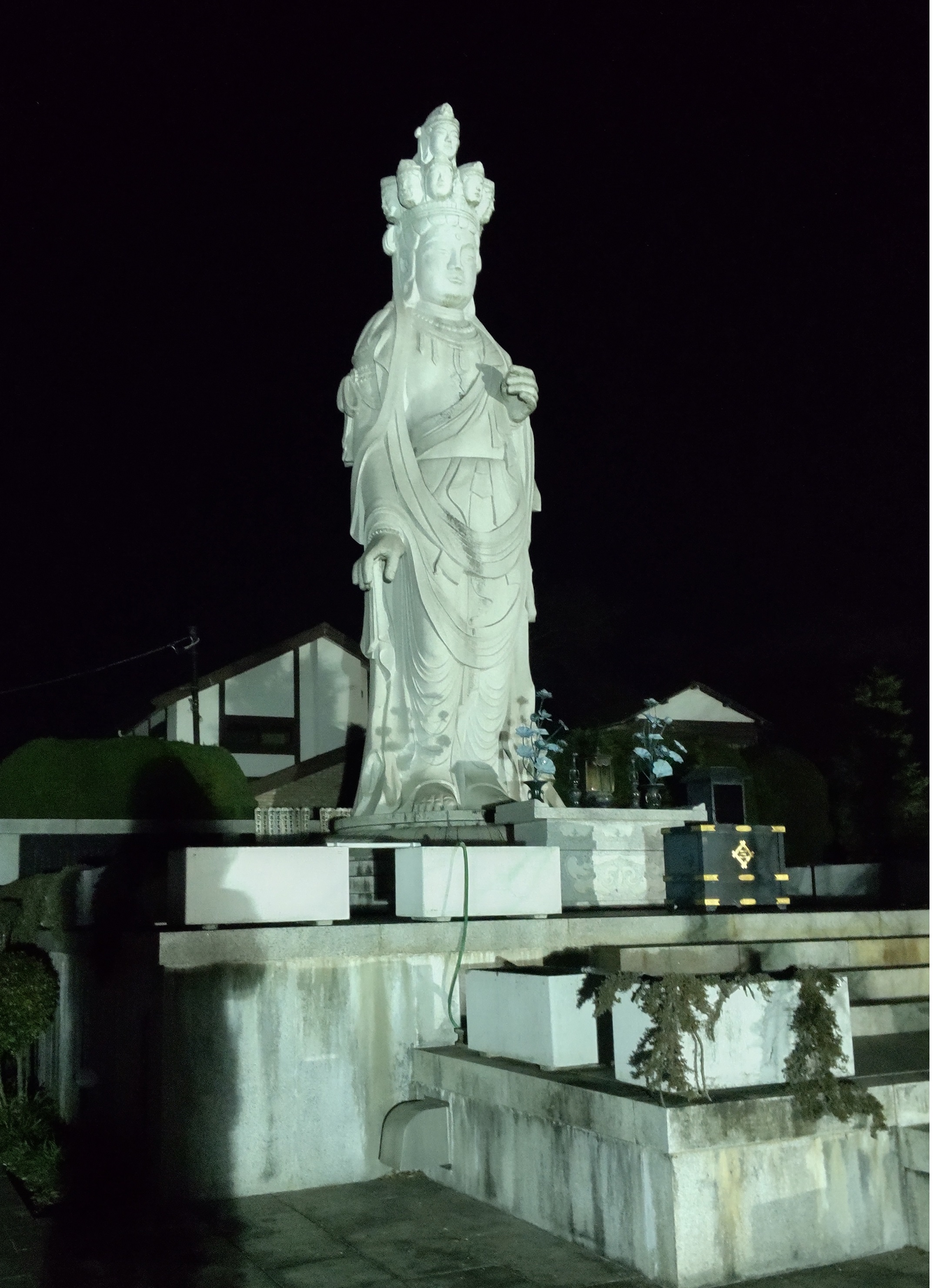
十一面観音、平和大観音像（高さ9m）
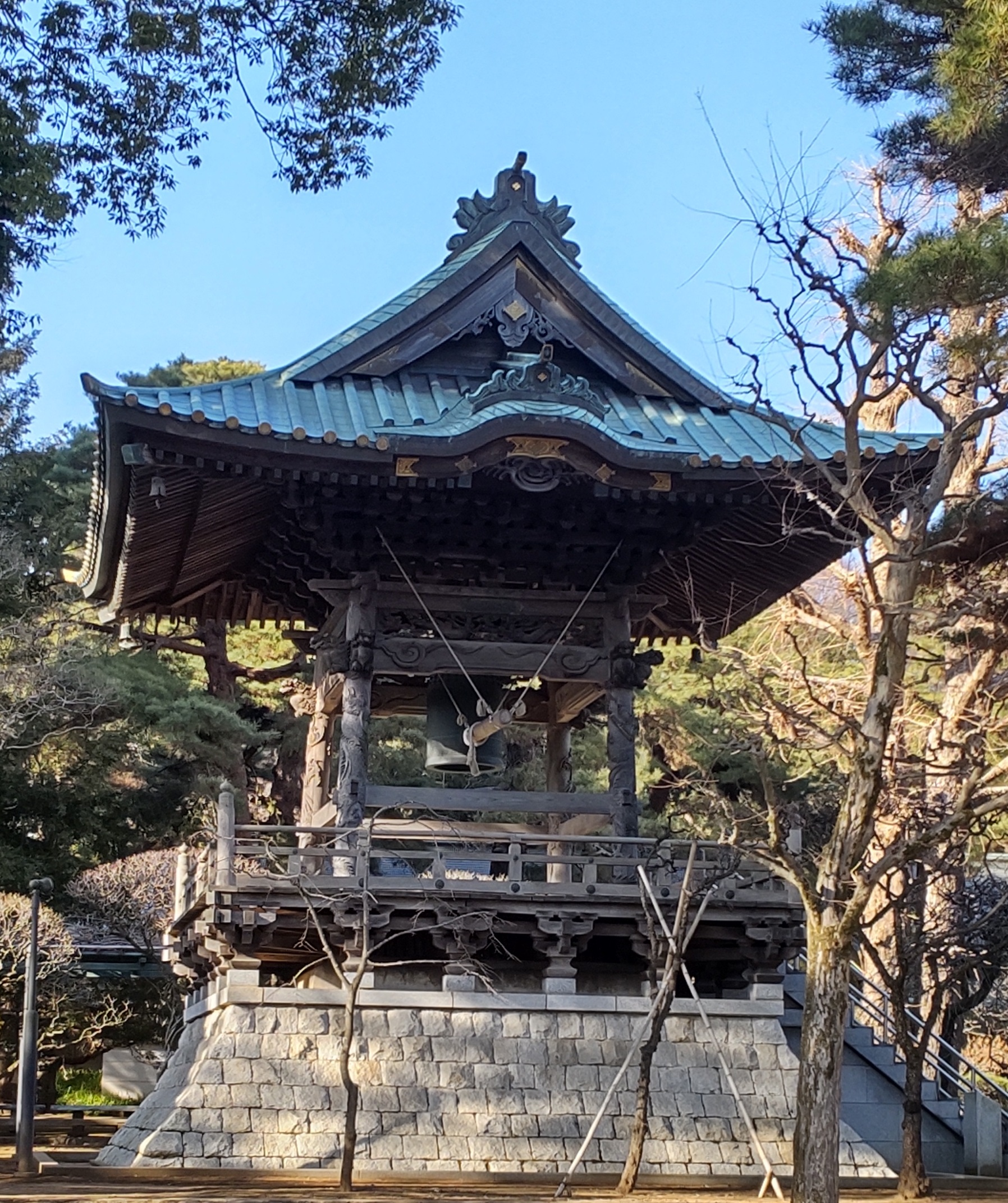
鐘楼（梵鐘は練馬区指定文化財）
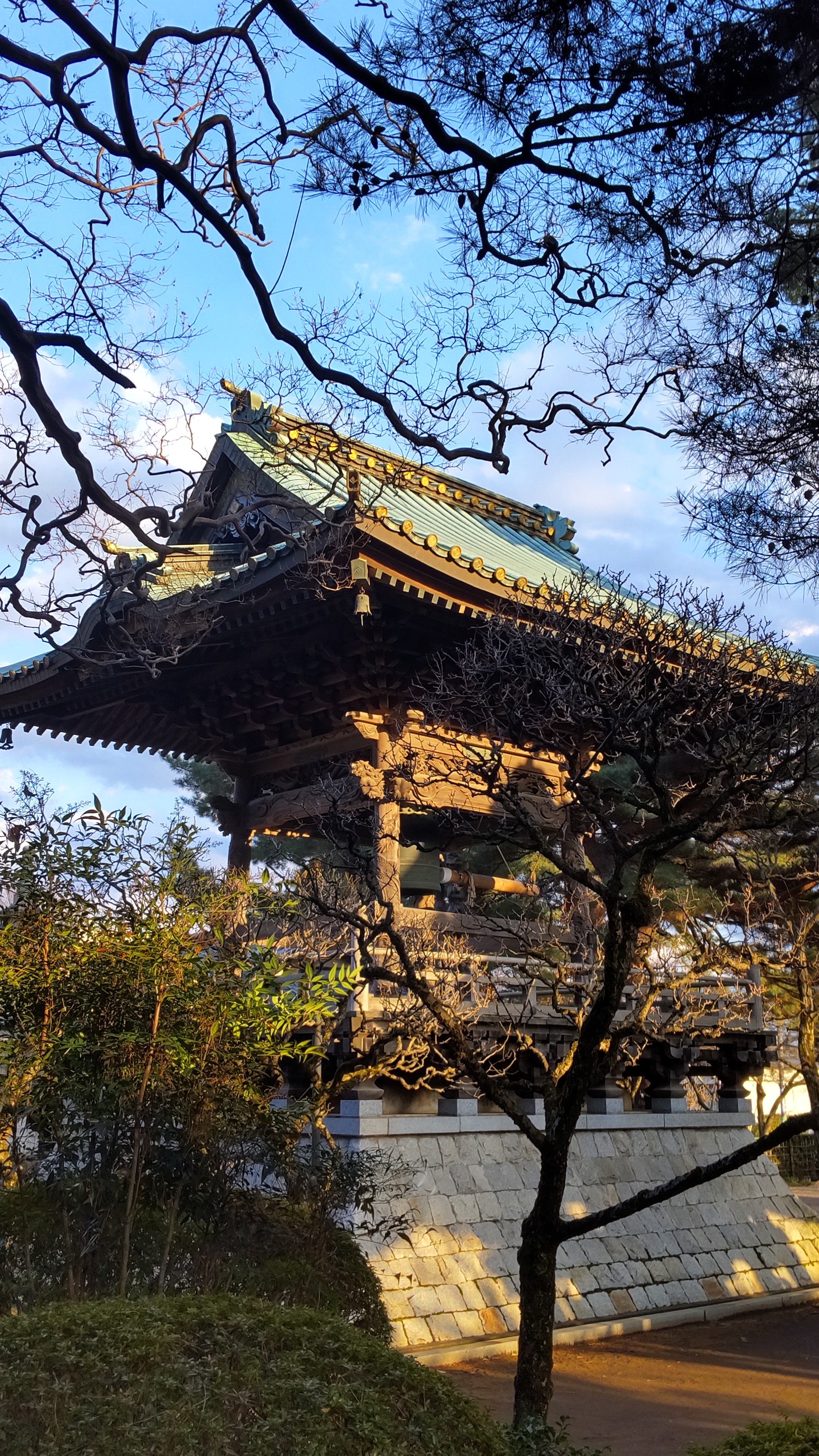
鐘楼
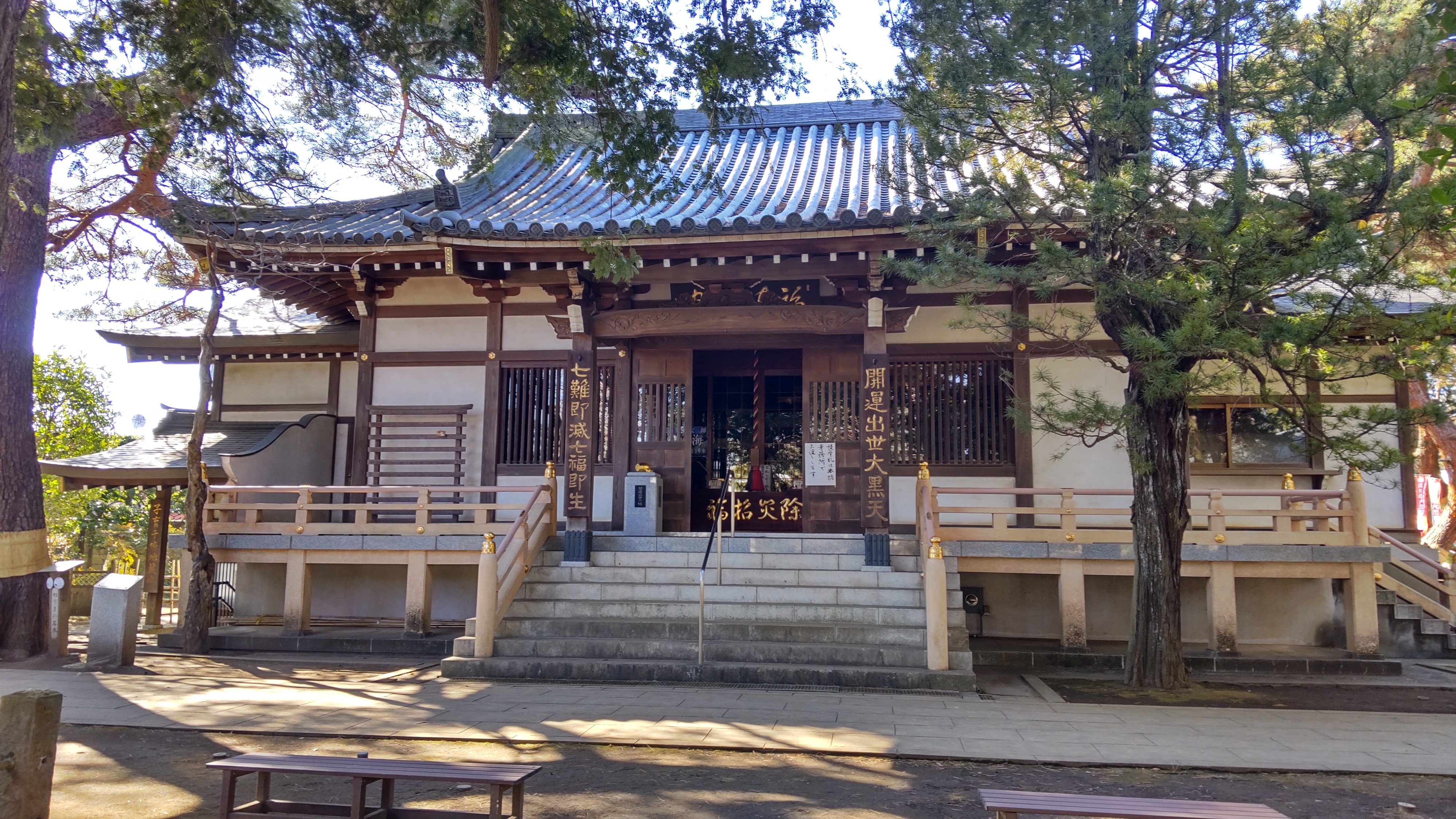
大黒堂（地階が地蔵堂）
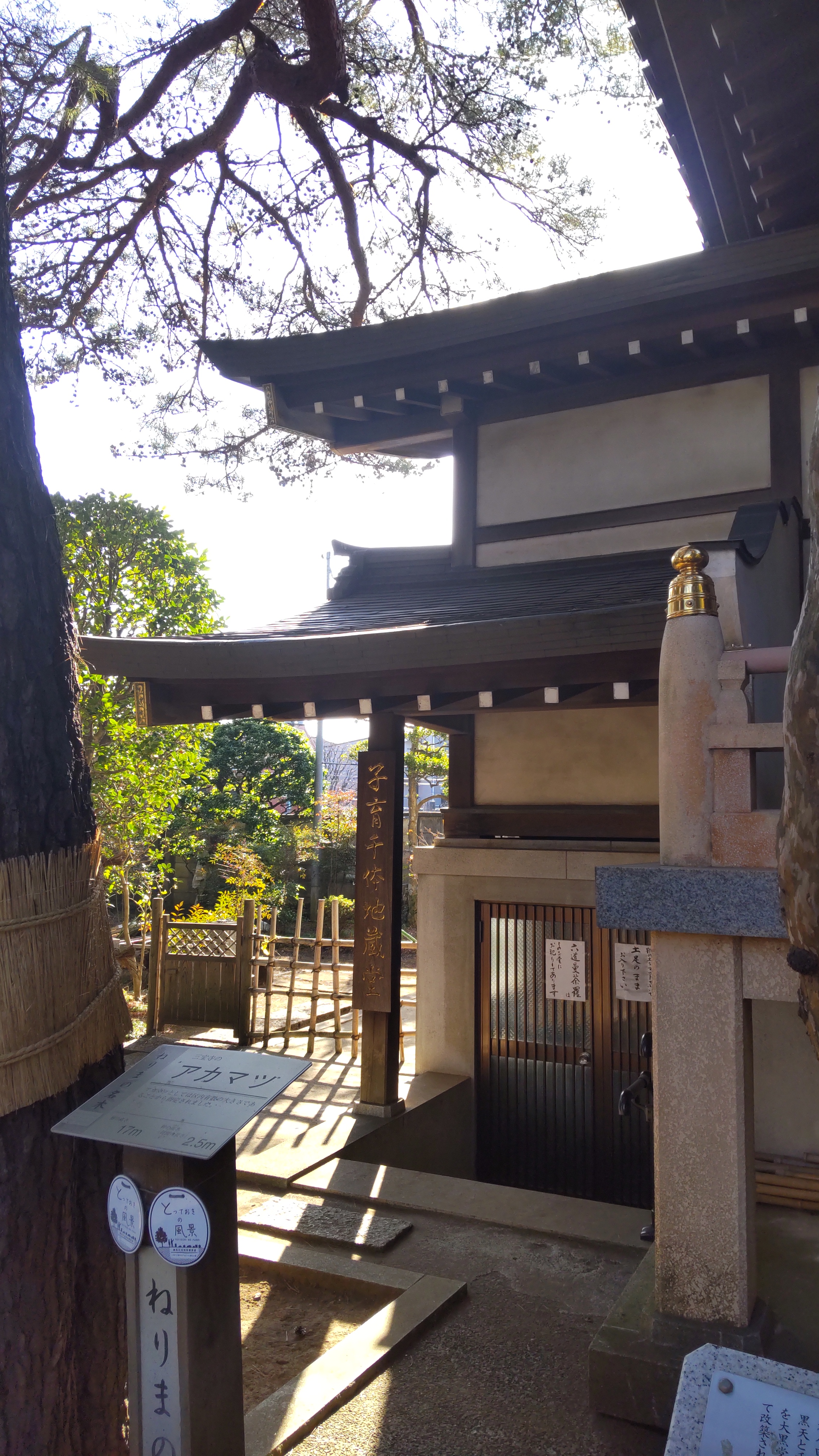
子育千体地蔵堂 入口（地下）
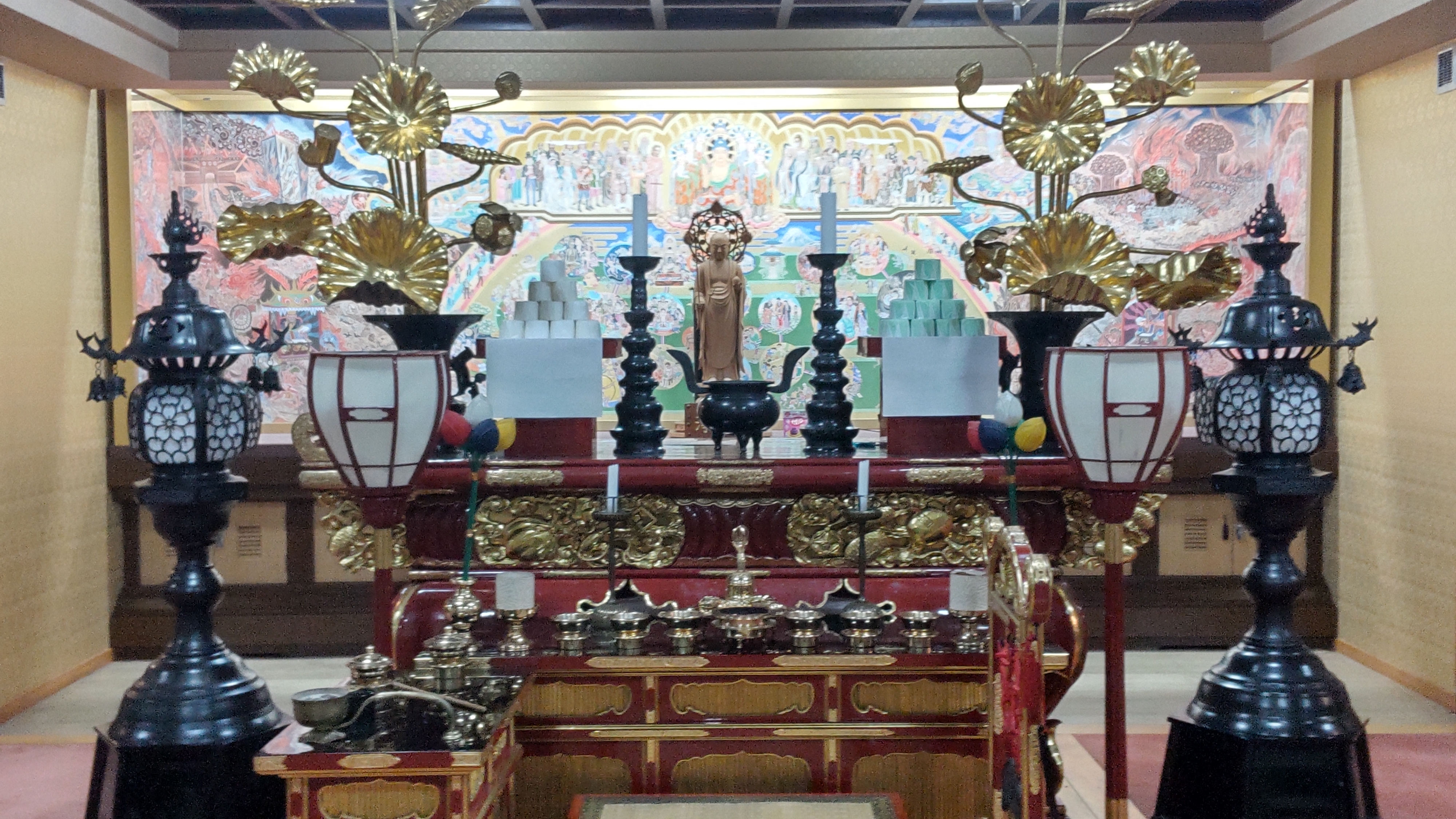
地蔵堂・地蔵仏と祭壇、背景が六道曼荼羅
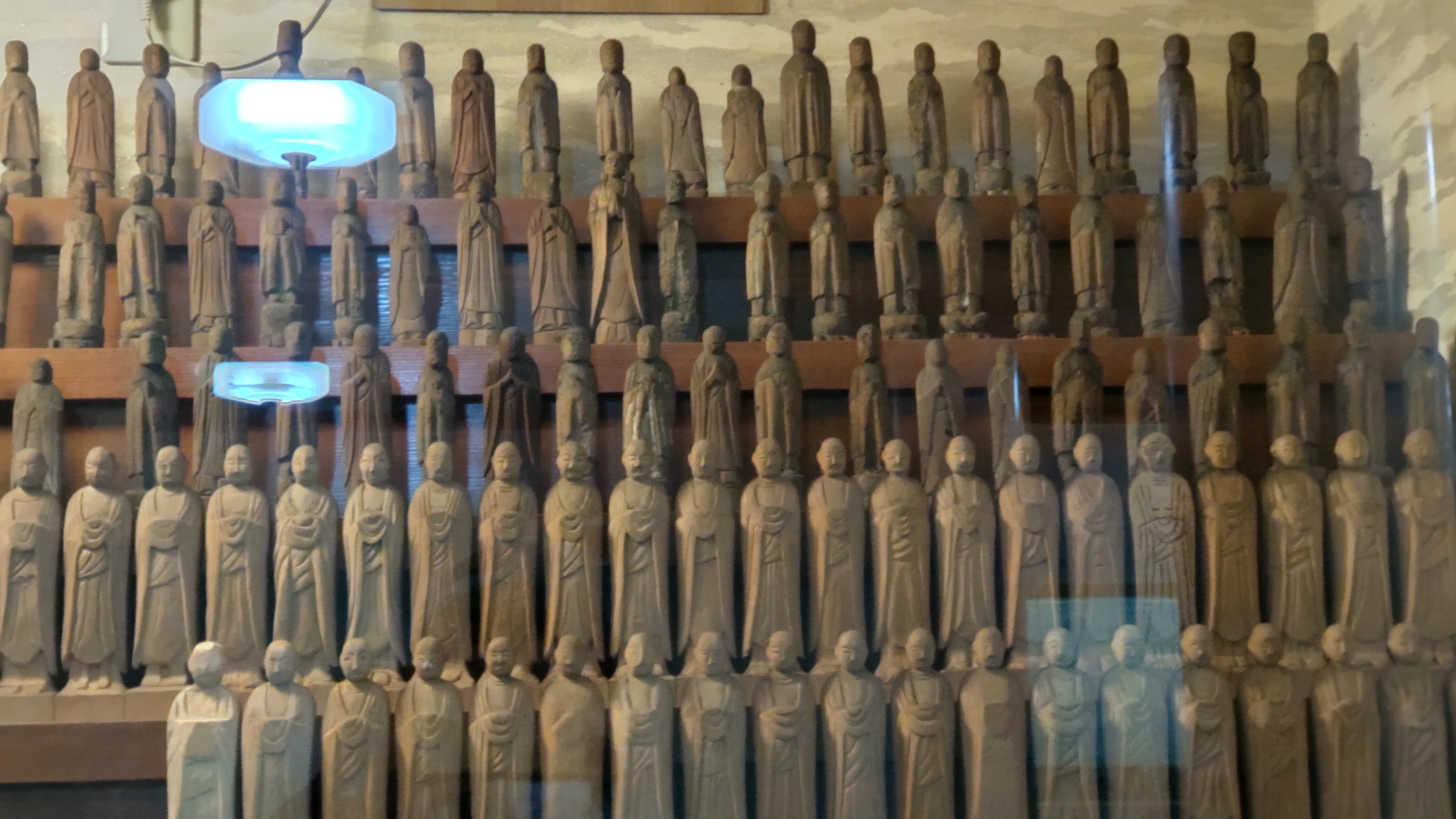
地蔵堂・木彫り地蔵
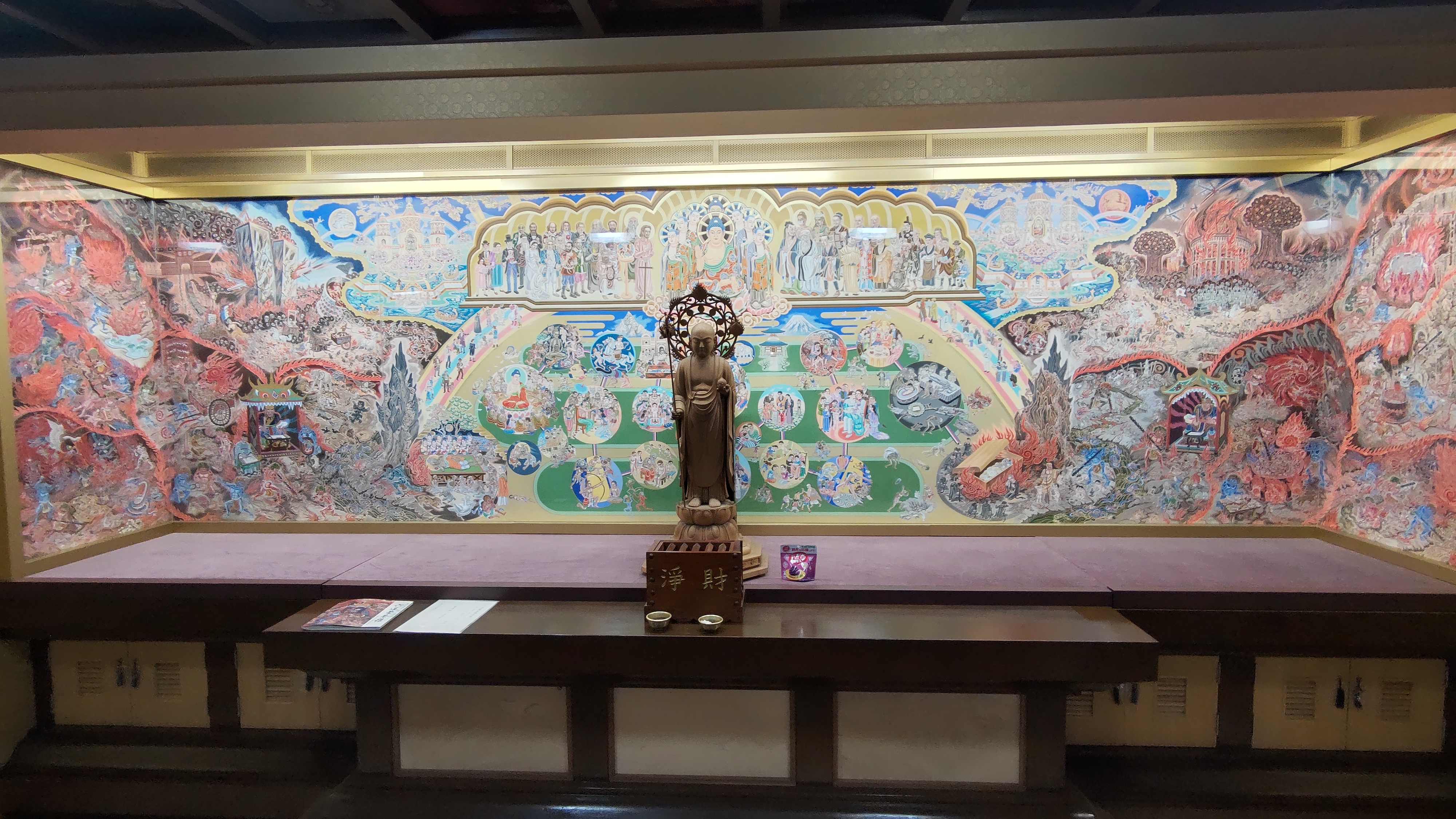
地蔵堂・壁画「六道曼荼羅」と地蔵仏
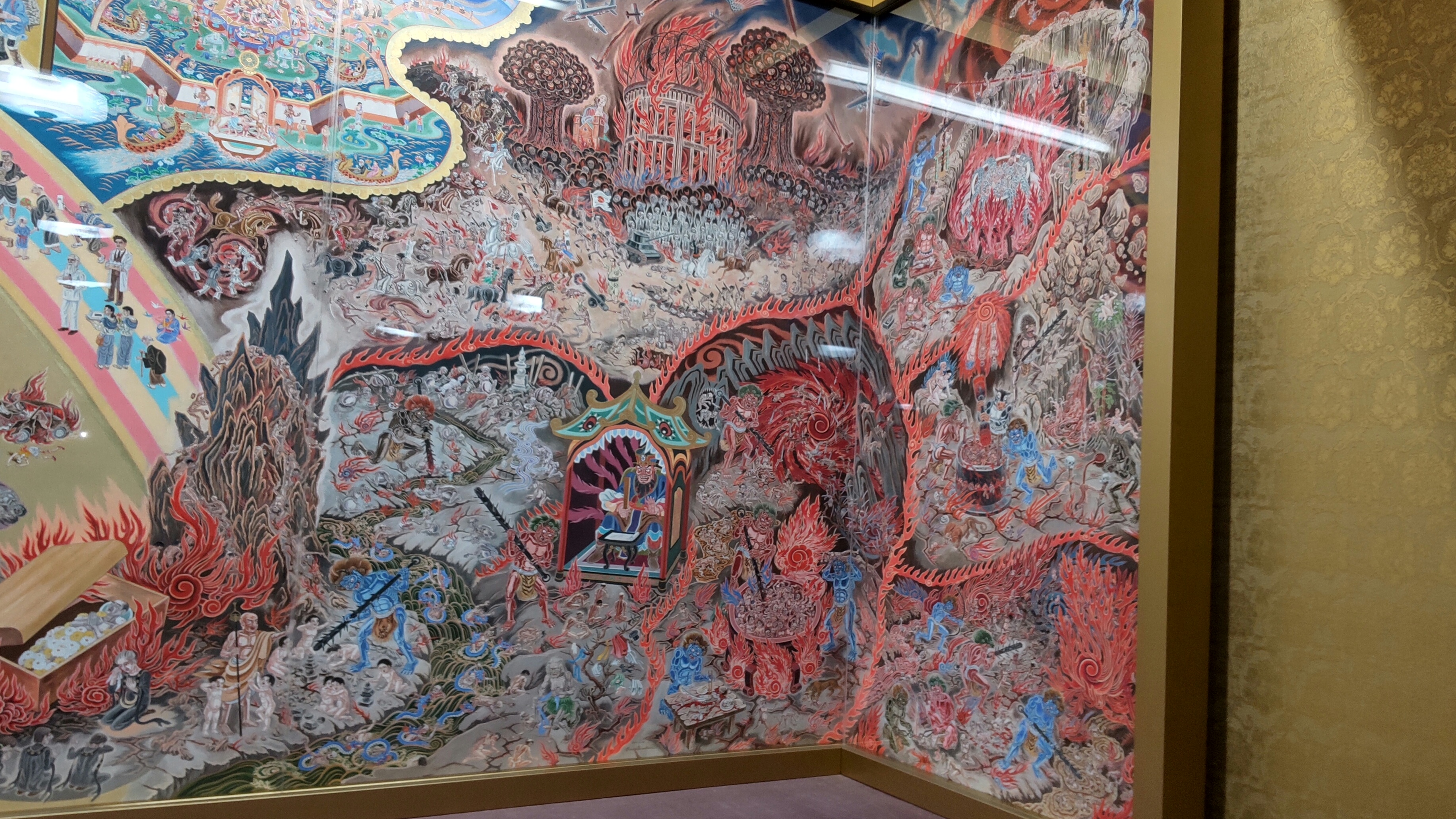
地蔵堂・壁画「六道曼荼羅」（作：染川英輔画伯）
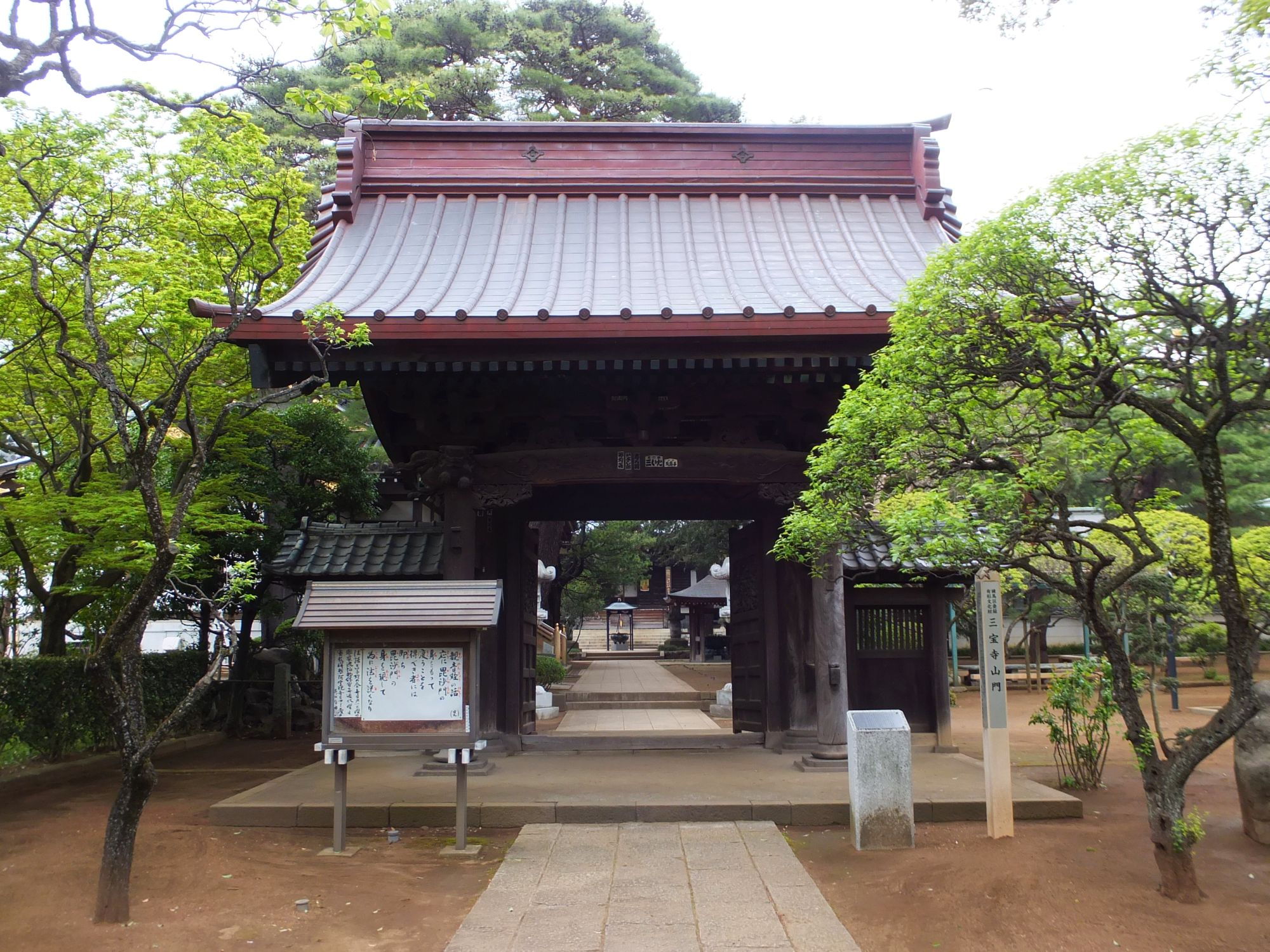
御成門（徳川家光ゆかりの門）
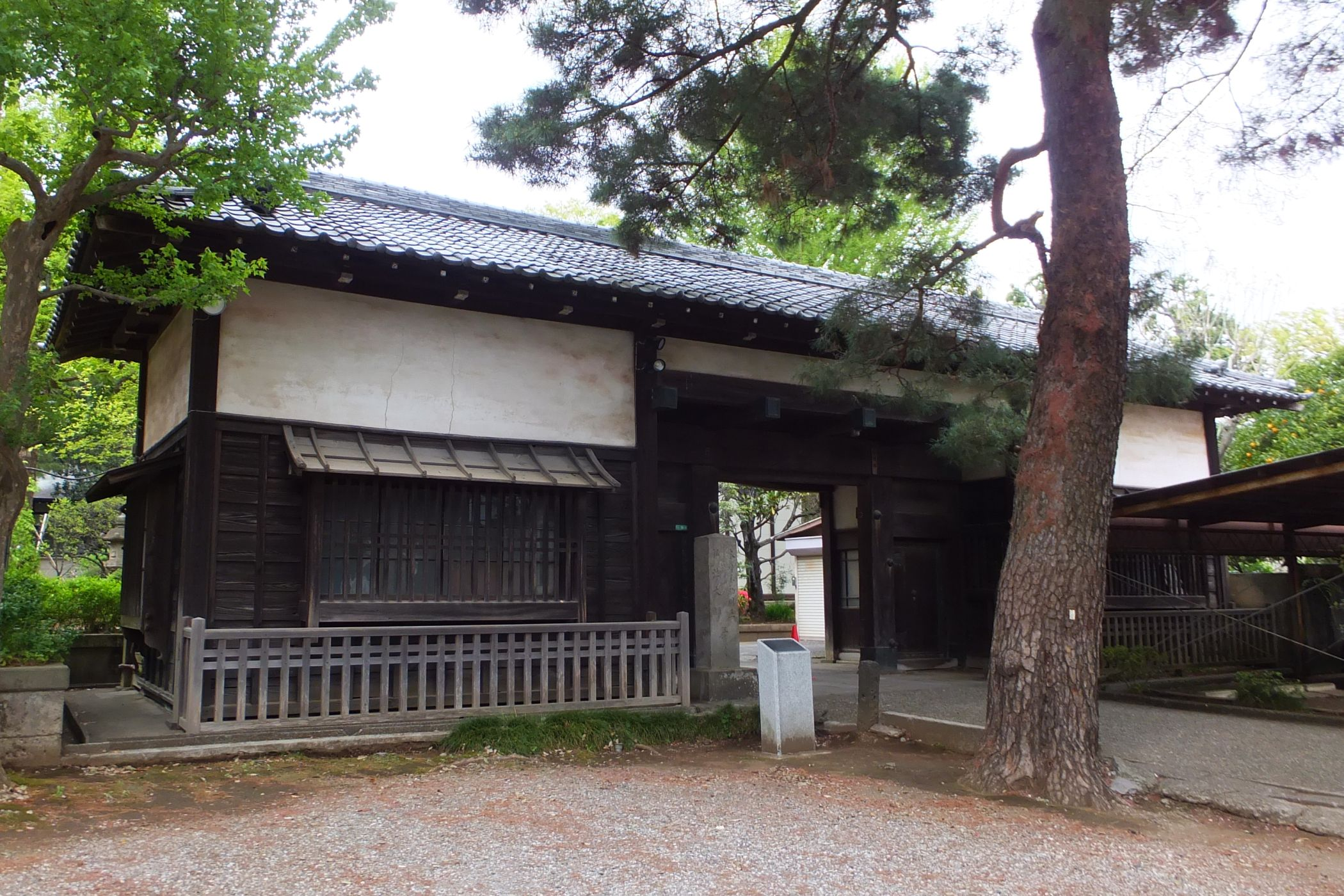
長屋門（勝海舟邸の門）
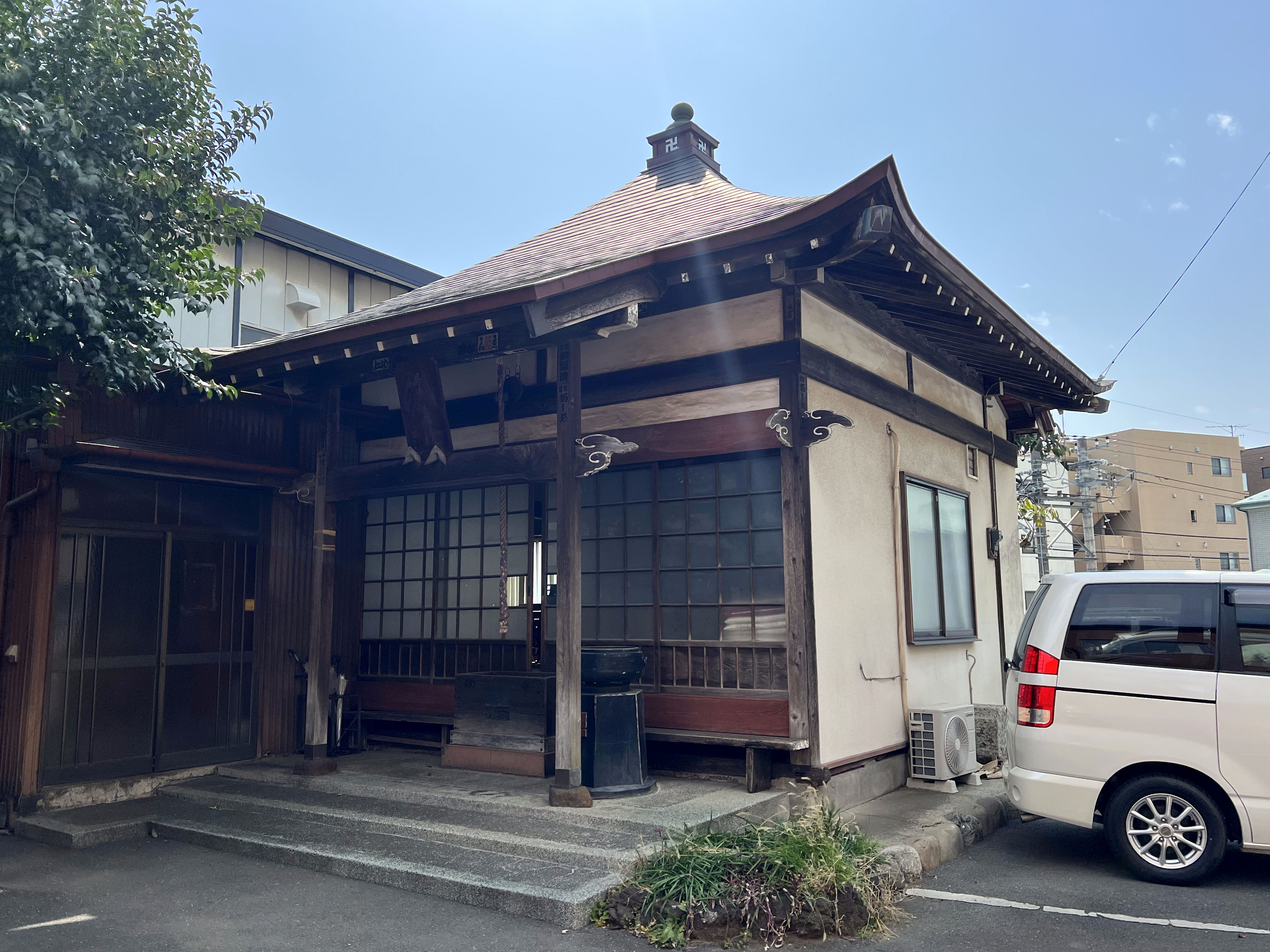
境外仏堂である井草観音堂(杉並区)

## 近隣施設
- 石神井公園 - 同公園にある三宝寺池は三宝寺に由来。
- 道場寺（隣接）
- 石神井氷川神社 - かつては当寺が別当寺であった。

## アクセス
- 西武池袋線・石神井公園駅より徒歩約20分。
- 西武バス 石22・荻14・荻15系統、みどりバス（関町ルート） JA東京あおば下車 徒歩4分
- 拝観は日中の時間帯のみ無料。